# Famille de Raville
Pour les articles homonymes, voir Raville.

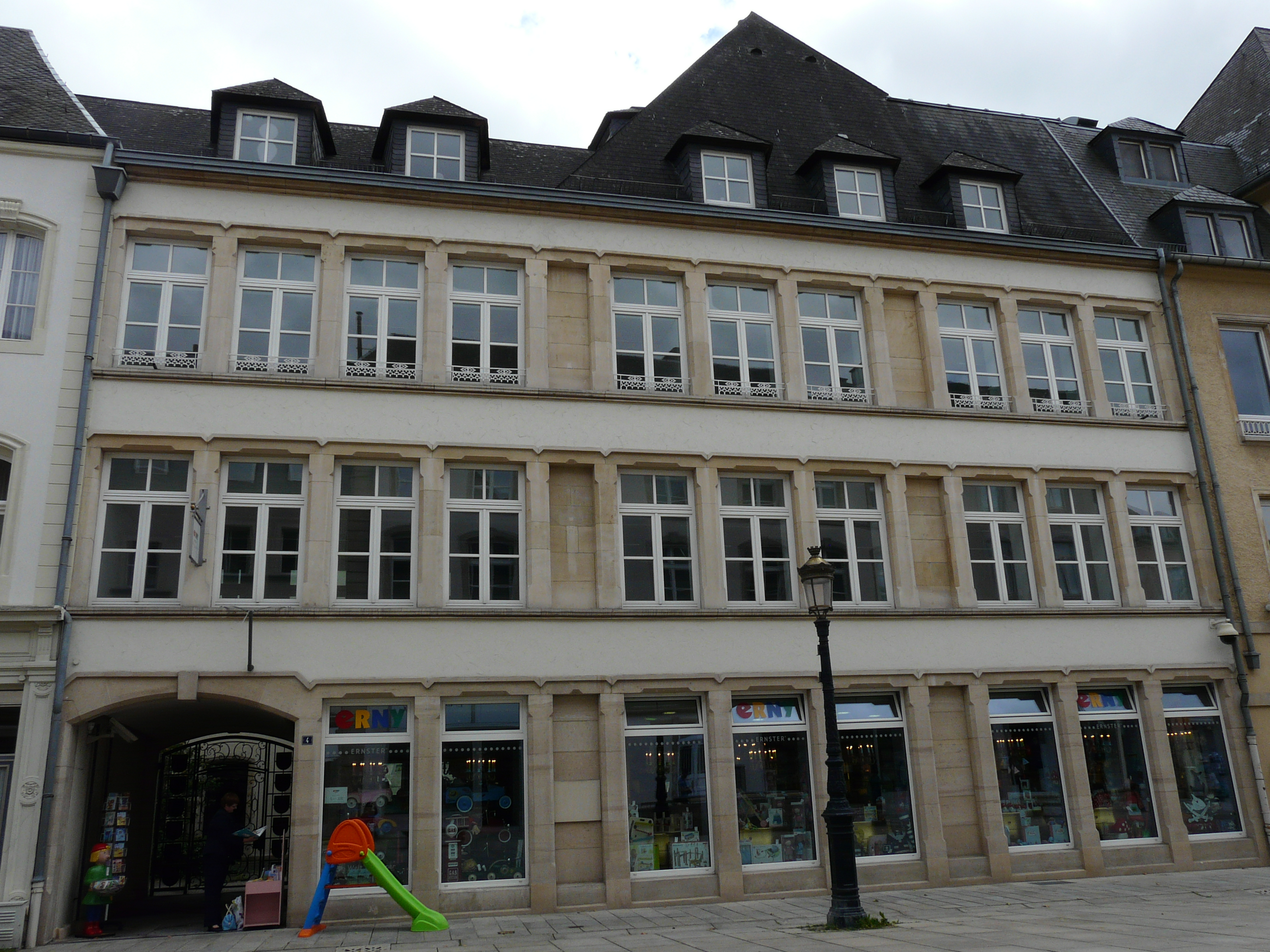
La maison de Raville, érigée en 1575, est l'ancienne demeure seigneuriale des Raville.

La famille de Raville (von Rollingen en allemand), est une ancienne famille noble luxembourgeoise qui possédait un château dans le village de Raville (Moselle).

## Histoire
Les annales du Luxembourg font mention de la maison de Raville dès l'an 1208, mais on ne peut suivre sa filiation qu'à partir du XIVe siècle. D'après Auguste Neÿen, cette famille florissait dès le dixième siècle ou au moins pendant les premières années du onzième.

## Personnalités
- Jean 1er de Raville, chevalier et sire de Raville en 1323.
  - Jean II de Raville, chevalier, sire de Raville et de Brensdorf en 1370.
- Henri-Hartard de Raville.

Cette famille s'est éteinte au début du XVIIIe siècle.

## Héraldique
La famille de Raville, en allemand von Rollingen, portait :
- Primitivement : De gueules, à trois chevrons d'argent
Pour cimier un paon naissant, d'azur, becqué d'or et crêté au naturel[2].
- Après avoir obtenu Septfontaines : Au 1er et 4e de gueules à 3 chevrons d'argent, qui est Raville ; au 2e et 3e de gueules à la croix ancrée d'argent, qui est Septfontaines
Pour cimier un vol plein aux pièces, émaux et couleurs de l'écu[1].

Armoiries primitives.
Armoiries des seigneurs de Raville après l'obtention de Septfontaines.